# Kaptolske kurije u Zagrebu
Kaptolske kurije su niz od 25 kanoničkih kurija duž ulice Kaptol u Zagrebu. Kurije su služile za stanovanje kanonika, odnosno članova Prvostolnog kaptola zagrebačkog. Građene su od srednjeg vijeka pa sve do 19. stoljeća. Najviše ih je sačuvano iz baroknog doba (17. i 18. stoljeće), a nekolicina vrijednih potječe iz 19. stoljeća. Kaptolske su kurije oblikovane kao velike gradske kuće i bile su okružene vrtovima. Svaka ima svoju povijest i specifičnosti. Najznačajnije su bile one kurije u kojima su stanovali položajem ugledniji kanonici. 

## Popis kaptolskih kurija prema adresi
- Kaptol 1– sagradio ju je kanonik Petar Puc krajem 17. st., pročelje je iz druge polovice 18. st.

- Kaptol 2 – sagrađena 1726. godine

- Kaptol 3 – sagrađena u 17. st. s dvorišnim arkadama, pročelje iz 19. st.

- Kaptol 4 – Kurija Strezoj sagrađena 1627., obnovljena na prijelazu 18. u 19. st.

- Kaptol 5 – Kurija Jelušić sagrađena poslije 1743., kasnije obnovljena

- Kaptol 6 – neogotička kurija iz 1882., ima pročelje od fasadne opeke

- Kaptol 7 – Prepoštija, odnosno kurija prepošta (prepozit), predsjednika kanoničkog zbora. Prvotno je sagrađena 1543. – 71., a tijekom vremena je doživjela više obnova. Naslikana pročelja nastala su u 17. stoljeću, dok je portal od crnog mramora djelo poznatog kipara Francesca Robbe iz 1756. godine

- Kaptol 8 – Kurija Tome Kovačevića iz 1710. (obnovljena 1750-ih), prepoznatljiva po erkeru

- Kaptol 9 – na ovoj adresi smješten je Franjevački samostan i crkva sv. Franje u Zagrebu

- Kaptol 10 – Kurija Leskovar iz 1695. – 1705., kasnije nadograđena za kat

- Kaptol 11 – iz 1751., kasnije obnovljena

- Kaptol 12 – prvotna drvena kurija podignuta oko 1674. godine kasnije je srušena; a današnja je sagrađena 1860. prema projektu arhitekta Janka Nikole Grahora

- Kaptol 13 – iz 17. st., dograđena poslije potresa 1880.

- Kaptol 14 – Kurija Bedeković iz 1780. ima barokno pročelje s pilastrima

- Kaptol 15 – poslije 1764. ima veliki rizalit na pročelju

- Kaptol 16 – na ovoj adresi nalazi se Osnovna škola Miroslav Krleža.

- Kaptol 17 – na ovoj je adresi zgrada iz 1927. koja ne pripada sklopu kaptolskih kurija

- Kaptol 18 – kurija kanonika Matije Stoklasa, sagrađena između 1674. i 1687. godine, karakteristična po crno-bijelim oslikanim pročeljima; u kuriju je uklopljena jedna od kula kaptolskih zidina koje gledaju prema parku Ribnjak

- Kaptol 19

- Kaptol 20

- Kaptol 21

- Kaptol 22

- Kaptol 23

- Kaptol 24

- Kaptol 25

- Kaptol 26

- Kaptol 27 – Lektorija je kurija lektora, upravitelja kaptolske kancelarije. Prvi put se spominje krajem 15. stoljeća. Vjerojatno je današnja građevina iz 17. stoljeća, s tim da je 1802. nadograđen rizalit s drvenim zabatom.

- Kaptol 28 – Znikina kurija, kurija kanonika Ivana Znike, kustosa (čuvara katedrale). Sagrađena na mjestu drvene kuće 1689. godine te nadograđena u 18. st.

- Kaptol 29 – na ovoj se adresi nalazi zgrada Nadbiskupskog sjemeništa

- Kaptol 31 – na ovoj se adresi nalazi Zagrebačka katedrala i nadbiskupski dvor